# سرو آگویا سور
سرو آگویا سور (به اسپانیایی: Cerro Aguja Sur) یک کوه در شیلی است. سرو آگویا سور ۲٬۲۹۸ متر بالاتر از سطح دریا واقع شده‌است.